# Skanderborg Station
Skanderborg Station er en dansk jernbanestation i Skanderborg i Østjylland. Stationen ligger på jernbanestrækningen fra Fredericia til Aarhus og er desuden udgangspunkt for jernbanestrækningen mod Ry, Silkeborg, Ikast, Herning og Skjern. Skanderborg Station åbnede i 1868, da jernbanestrækningen fra Fredericia til Aarhus åbnede. Perrontunnelen blev anlagt i 1893 som den første af sin art i Danmark. Stationen betjenes af tog fra DSB og Arriva.

## Historie
Skanderborg Station åbnede den 4. oktober 1868, da jernbanestrækningen fra Fredericia til Aarhus åbnede som del af del af den østjyske længdebane. Tre år senere, den 2. maj 1871 åbnede jernbanestrækningen fra Skanderborg til Silkeborg, der senere blev forlænget til Herning. I 2003 overtog trafikselskabet Arriva den regionale togdrift på strækningen fra Skanderborg til Skjern fra DSB.

## Skanderborg Station i litteraturen
Sophus Claussens digt Rejseminder beskriver et møde på Skanderborg Station. Første strofe lyder:
Og det var paa Skanderborg Station,

der blev mine Tanker forfløjne.

Jeg saa en nydelig ung Person

med nøddebrune Øine.
Steffen Brandt har på tv·2 albummet Rigtige mænd skrevet tekst og musik til sangen På Skanderborg Station.